# Urotryphon pusillus
Urotryphon pusillus är en stekelart som beskrevs av Henry Keith Townes, Jr. 1973. Urotryphon pusillus ingår i släktet Urotryphon och familjen brokparasitsteklar. Inga underarter finns listade i Catalogue of Life.